# Antônio Garcia Moya
O desenhista e arquiteto Antonio Moya nasceu na cidade Atarfe, Granada, Espanha, porém foi para o Brasil ainda criança, com  4 anos. Moya apresentou 18 trabalhos durante a Semana de Arte Moderna de 1922. Formado pelo Liceu de Artes e Ofícios de São Paulo, abusava da imaginação, fator este que fez com que nenhum de seus projetos apresentados fosse realizado. Guilherme Malfatti, sócio de Moya, dizia que o trabalho apresentado pelo arquiteto não correspondia à realidade.
"O poeta da pedra" assim foi chamado por Menotti del Picchia, em seus projetos na Semana, Moya tem como influências as arquiteturas pré-colombiana e mesopotâmica. Tinha a intenção de romper com o modelo tradicional, usava formas cúbicas e sem muitos ornamentos. Mais tarde definido como "Estilo Marajoara" como referência a arte indígena próxima a foz do Rio Amazonas. Na verdade, o geometrismo que surge em seu trabalho é resultado da influência árabe, muito forte no sul da Espanha, residências em estilo mouro, típicas da terra que ele nunca esqueceu. 
Após a Semana, no entanto, o arquiteto não segue a mesma linha e passa a integrar diferentes influências aos seus projetos. Em 1933, formou-se pela Escola de Belas Artes.